# 巴拉-迪聖米格爾 (帕拉伊巴州)
巴拉-迪聖米格爾（葡萄牙語：Barra de São Miguel），是巴西的城鎮，位於該國東北部，由帕拉伊巴州負責管轄，面積565.21平方公里，海拔高度486米，2014年人口5,865，人口密度每平方公里9.85人。